# NIBBLES.BAS
Nibbles es un videojuego simple, una variante del juego Snake escrito para el MS-DOS en el lenguaje de programación QBASIC.

## El juego
El objetivo es dirigir una víbora virtual o gusano a través de un espacio cerrado, mientras comes objetos en el camino. Los objetos pueden ser números o manzanas dependiendo de la versión que se juegue. La longitud de las víboras crece con cada objeto consumido haciéndolo cada vez más difícil. El jugador debe evitar chocar contra muros u obstáculos, y debe evitar chocar con el mismo cuerpo de la víbora. Después de comer ciertos números de objetos, se pasa al siguiente nivel. Con más obstáculos y velocidad en aumento. El juego también incluye modo de 2 jugadores. El juego no ha tenido grandes cambios desde que se lanzó en 1991.
Era tan popular porque se incluyó como parte de MS-DOS versión 5 en adelante, y en versiones de Windows NT. La versión de 24kB en QBASIC de Microsoft obtuvo los derechos en 1990. El juego estuvo disponible en cada PC. Fue uno de tantos programas que se incluyeron como demostración de un lenguaje de programación, otros fueron Gorilla (otro juego), una versión temprana de Money (un programa de cálculo financiero simple) y REMLINE (un programa que remueve líneas de números de los viejos programas de BASIC). Nibbles ha experimentado un resurgimiento gracias a la proliferación de teléfonos móviles de versiones del juego, donde se le conoce más como Snake.
Una interesante propiedad del juego en Qbasic es que usa el estándar 80x25 en pantalla para emular un 80x50 en rejillas, haciendo un ingenioso uso del primer plano y fondos de colores y caracteres ANSI para llenar bloques y medio-bloques.
Las computadoras modernas dan un retardo al juego debido a loops (usando la instrucción NOP) invalida, así de esta manera la versión en QBASIC de Nibbles, requiere algunos cambios de código para operar en computadoras modernas. De todas formas la tasa del reloj en el emulador DOSBox puede ser ajustado para optimizar velocidad.
Nibbles es de hecho una copia mejorada del juego de arcade de 1977 llamado Hustle. Es directamente influenciado por Mozaik Software de 1984 para el Amstrad CPC, Nibbler. Nibbles fue codificado por Rick Raddarz, quien después fue a crear una pequeña empresa de software InstantAudio.com y InstantVideoGenerator.com
En el 2001, algunos admiradores hicieron una edición casera en ROM para los emuladores del NES. Como resultado, la gente puede jugarlo en Gameboy Advance vía PocketNES en GBA Movie Placer o GBA flash cart.
En la serie animada ReBoot, la mascota de Megabyte se llama Nibbles.

## Versión NET
Para la versión Net, el código fuente del NIBBLES.BAS fue adaptado para que funcionara con Visual Basic Net. Un dato curioso es que para su desarrollo no se utilizó ninguna interfaz gráfica, solo se usó el motor de consolas del NET Framework y de esta forma todo se pinta en modo texto como en el juego original. Esto resulta importante ya que mucha gente no conoce o subutiliza las poderosas herramientas que posee este particular modo de interfaz de usuario que fue muy popular en MS-DOS.
El juego hace uso de puro lenguaje Visual Basic .NET, no necesita de librerías adicionales ni instalación para funcionar. El programa compilado, así como el código en VB.NET puede ser descargado libremente en el sitio web del desarrollador.